# Rudolph Striegler

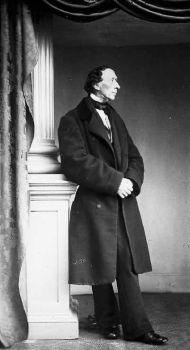
Rudolph Striegler: Hans Christian Andersen, carte-de-visite, 1861

Rudolph Striegler (1816 – 24. ledna 1876) byl dánský průkopník fotografie 19. století, který se specializoval na portrétní fotografii.

## Život a dílo
Vystudoval jako rámař obrazů, své první daguerrotypické fotografické studio si otevřel v Odense v roce 1846. Se svými zkušenostmi z učení byl schopen spojit fotografování se zdobeným rámováním. Do roku 1857 velmi cestoval po celé zemi, až se nakonec přestěhoval do Kodaně.
V roce 1860 představil v Dánsku fotografie carte-de-visite. Myšlenka použití fotografií namísto tištěných vizitek přišel z Francie, kde si ji nechal patentovat André-Adolphe-Eugène Disdéri v roce 1854 spolu s fotografickou kamerou se čtyřmi objektivy, která byla schopná pořídit osm až dvanáct fotografií na jednu skleněnou negativní desku. Vzhledem k tomu, že mohly být vizitky shromažďovány v albech, stala se technika na veřejnosti velmi populární.
V roce 1861 jako dvorní fotograf získal medaili Ingenio et Arti.
Byl také jedním z prvních fotografů, kteří portrétovali Hanse Christiana Andersena. Do svého deníku si 22. října 1861 Andersen poznamenal: "Stání pro Sieglera do 11:30, pořídil několik velkých a malých snímků mé osoby".

## Galerie

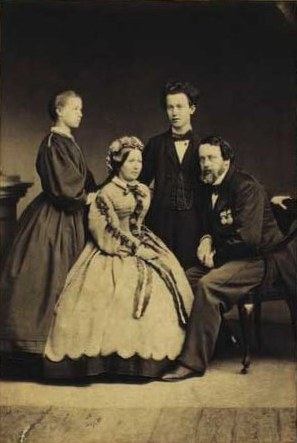
Autoportrét s rodinou
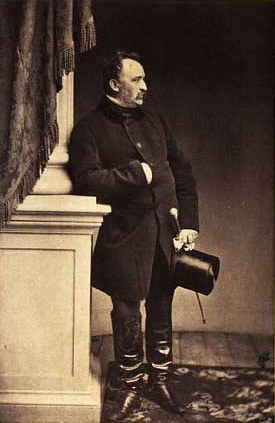
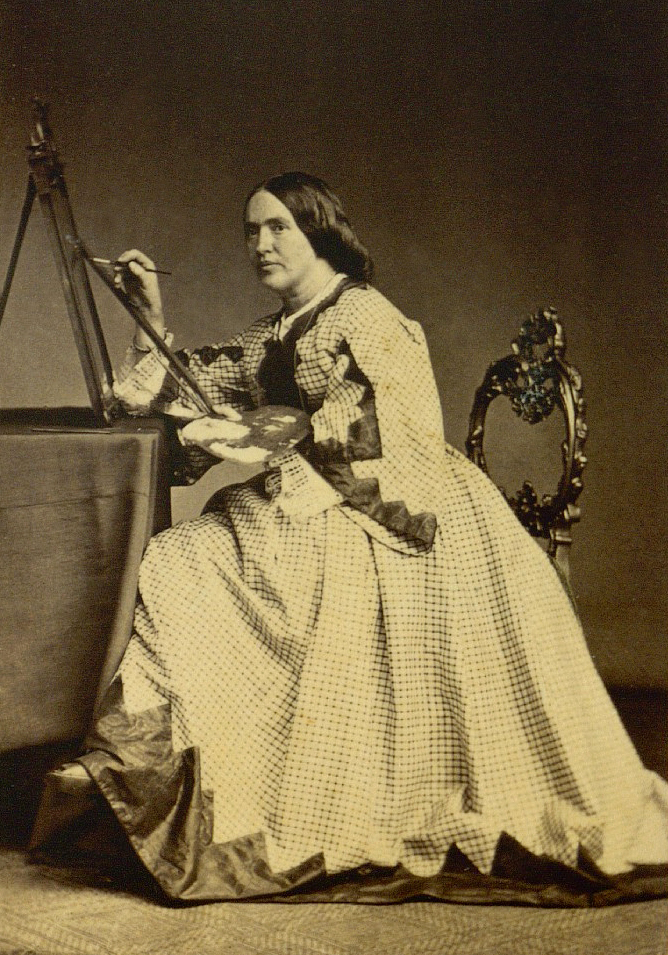
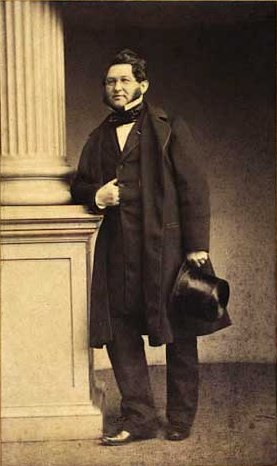
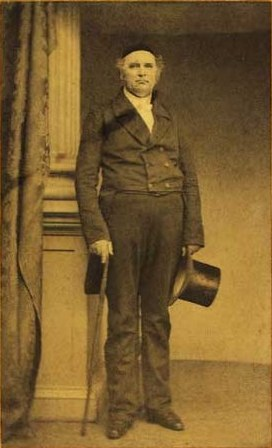
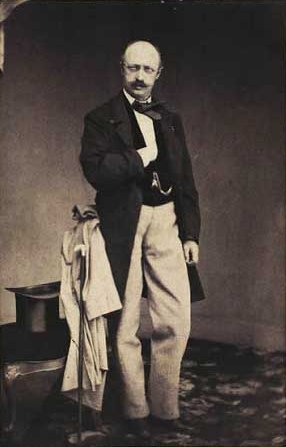
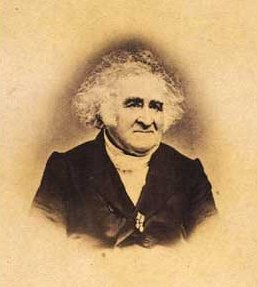
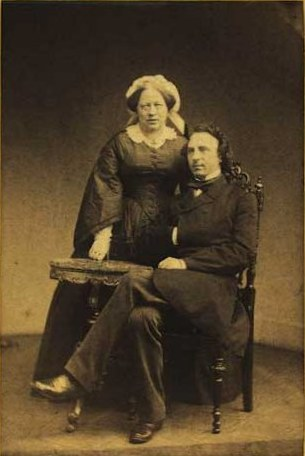